# Proteína M (Streptococcus)
A proteína M é um factor de virulência que pode ser produzido por alguma espécies de Streptococcus, entre outros pela bactéria Streptococcus pyogenes.
A proteína M é altamente anti-fagocítica e é um alto factor de virulência. Liga-se ao factor H do soro, destruindo a C3 convertase e prevenindo a opsonização pela C3b. No entanto, as células B podem gerar anticorpos contra a proteína M que ajudam na opsonização e destruição dos microorganismos pelos macrófagos e neutrófilos.
A proteína M foi identificada pela microbiologista norte-americana Rebecca Lancefield (1895—1981) em 1962.